# Lemvig Station
Lemvig Station er en dansk jernbanestation i byen Lemvig i det nordlige Vestjylland.

## Galleri
- Wikimedia Commons har flere filer relateret til Lemvig Station

- Stationsbygningen.
- Spor og perroner.
- Rutebilterminalen.
- Gammelt pakhus.
- Lemvigbanens værksted.
- Y-tog til Thyborøn og Vemb.